# 威廉·康格里夫爵士
第二代准男爵，威廉·康格里夫爵士KCH FRS（英語：Sir William Congreve, 2nd Baronet）是一位英国发明家暨火箭炮先驱，因其开发和部署了康格里夫火箭（Congreve rocket）而闻名，他也是一名保守党议员。

## 简历
1772年5月20日，康格里夫出生在英格兰肯特郡，是皇家兵工厂实验室主计长，第一代从男爵，威廉·康格里夫爵士的儿子。他曾先后就读于哈克尼区（Hackney）纽康姆学校（Newcome's school）、肯特郡伍尔弗汉普顿文法学校（Wolverhampton Grammar School）和辛格威尔学校（Singlewell School），后考入剑桥大学三一学院主修法律，1793年和1796年分别获得文（科）学士和文学硕士学位。1814年他继承了父亲的爵位，成为第二代准男爵。
1803年，他加入伦敦志愿兵，成为一名威斯敏斯特轻骑兵，并在伦敦创办了一份符合皇室标准和政审要求，保守、亲政府和反科贝特派的评论性报纸，然而，在1804年遭受了一次破坏性的诽谤诉讼后，他退出报业转而致力于各种发明创造。许多年前，陆军中将托马斯·德萨吉利埃（Thomas Desaguliers）曾在伍尔维奇（Woolwich）皇家实验室做过几次不成功的试验，1804年起，康格里夫自费在伍尔维奇开始了火箭试验。
1811年，康格里夫被授予汉诺威陆军炮兵荣誉中校军衔，常被称为“康格里夫上校”，后来晋升为该部队少将。当年3月，他入选为皇家学会会员。1813年莱比锡战役后被授予圣乔治勋章（Order of St. George），1816年被授予皇家圭尔夫勋章；1821年被瑞典国王授予索德勋章（Order of the Sword）。
他与当时的摄政王子乔治四世私交极好，在1811年乔治四世还是王储时，就在宫中担任他的侍从官。1820年乔治继位后，非常支持康格里夫的火箭项目。
1812年初，他提出要参加利物浦市议员竞选，但因缺少支持而在投票前退出，1812年他被提名为加顿口袋选区保守党议员，当年顺利进入议会。但在接下来的1814年选举中，败给了选区马克·伍德（Mark Wood）爵士的儿子。1818年，他又重新当选为普利茅斯议员，并一直到去世。
在与情妇生育了二位非婚生子后，他于1824年12月在普鲁士韦塞尔娶了亨利·尼斯比特·麦克沃伊（Henry Nisbett McEvoy）的遗孀，年轻的葡萄牙妇女伊莎贝拉·卡瓦略（或夏洛特），他俩共生有两个儿子和一个女儿。
在接下来的几年里，他又重返商界，成为公平贷款银行（Equitable Loan Bank）主席、阿里格那铁矿和煤炭公司、帕拉斯保险公司和秘鲁矿业公司董事。1826年在发生一起与阿里格那公司有关的重大诈骗案后，开始了对他的起诉。他被迫逃往法国，并罹患重病。他被缺席审判，就在他去世前，大法官最终裁定，该交易有“明显的欺诈”，旨在使康格里夫和其他人获取非法利益。
1828年5月16日，他在法国图卢兹去世，终年55岁，死后被安葬在贝亚恩路（Chemin du Béarnais）新教徒和犹太教徒公墓。

## 发明

### 康格里夫火箭

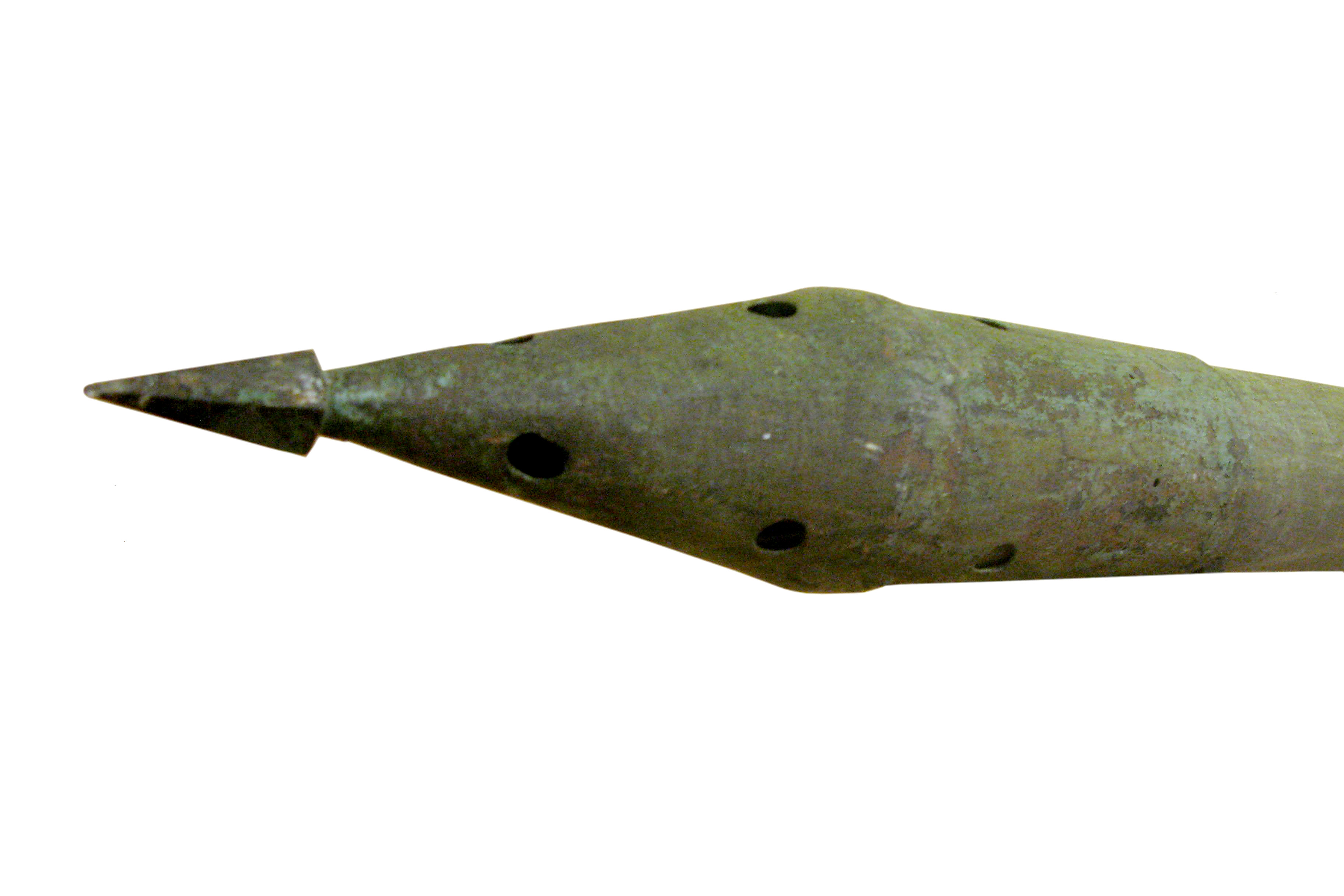
康格里夫火箭的尖头，展出在巴黎海军博物馆。

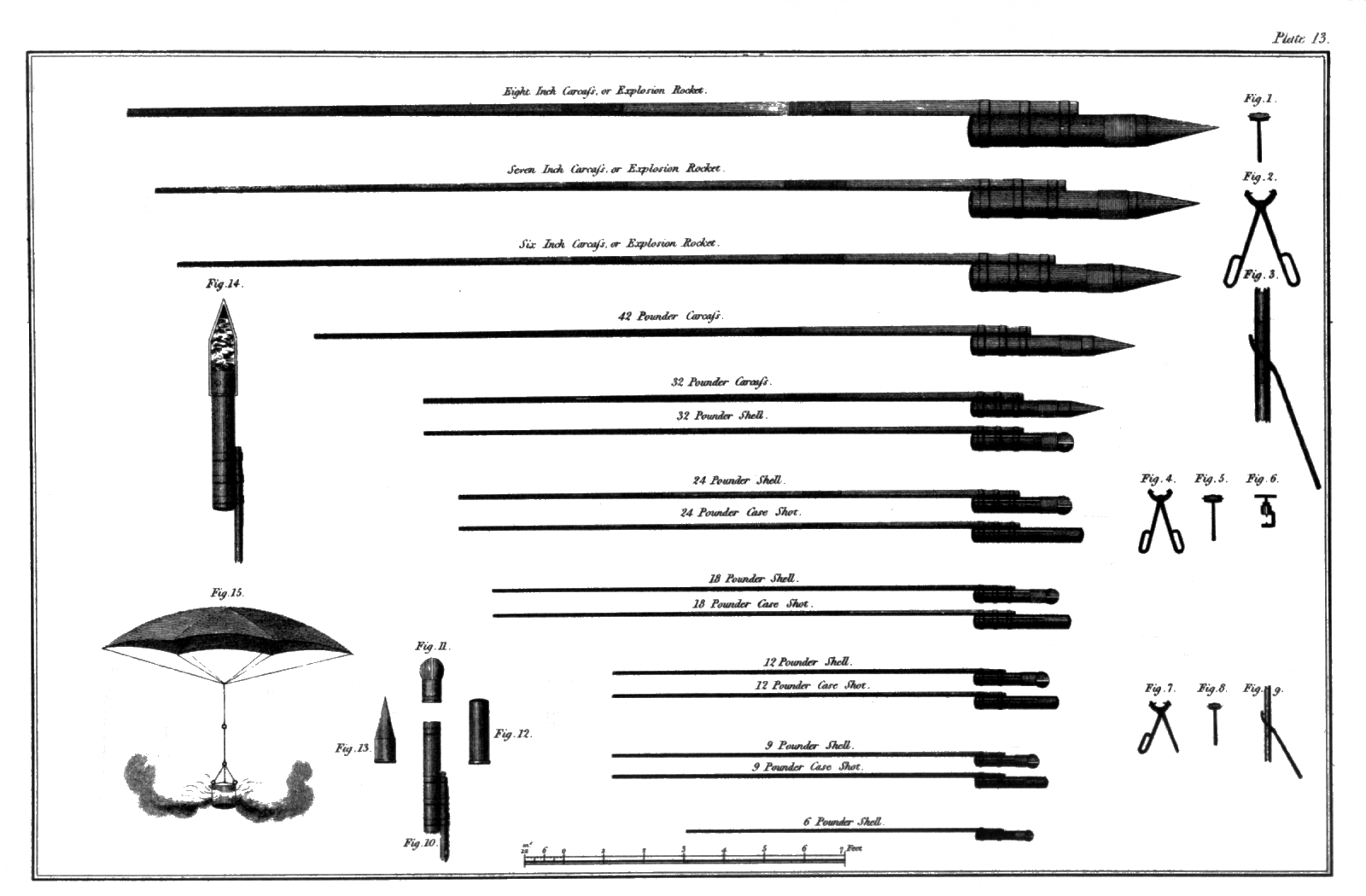
来自康格里夫原著中的康格里夫火箭

迈索尔恩火箭（Mysorean rockets）是第一种成功开发的军用铁制火箭，18世纪迈索尔王国统治者海德尔·阿里和他的儿子蒂普苏丹在开始于1780年伯利鲁尔（Pollilur）战役的盎格鲁-迈索尔战争中，曾用来对抗不列颠东印度公司。
在1792年和1799年的斯赫里朗格阿帕特塔纳战役中，这些火箭被用来对付英国人。
1789年蒙罗之书中提到的印度火箭，最终导致皇家兵工厂于1801年开始了军用火箭的研发计划。几枚从迈索尔收缴来的火箭被送往了英国分析。威廉·康格里夫主要承担这些开发工作，他在伍尔维奇皇家兵工厂实验室设立一个研究和开发计划。研发完成后，这些火箭在更北面靠近埃塞克斯郡沃尔瑟姆修道院的工厂中进行大批量生产。他曾说：“英军在塞林伽巴丹所遭受的敌方火箭比炮弹或其它武器还多”。“至少在一个战例中”，一位目击者告诉康格里夫，“一枚火箭造成英军三人死亡，多人重伤”。
有人认为康格里夫可能就是1803年爱尔兰民族主义者罗伯特·埃米特叛乱中，改制英军铁壳火药火箭弹的原型人物，但鉴于英国最早接触印度火箭是在1780年，这似乎不太可能发生，而大量未使用的火箭及生产设备落入英国手中也是在盎格鲁-迈索尔战争结束后的1799年—即埃米特火箭的4年前。
1805年，康格里夫在皇家兵工厂首次展出了固体燃料火箭，他认为他的发明在当年和次年英国皇家海军二次突袭布洛涅法国舰队的行动中表现相当成功。1807年，康格里夫和军械部16名文职人员观摩了对哥本哈根的轰炸，其间300枚火箭弹使该城陷入一片火海。
康格里夫火箭成功地用于拿破仑战争后半期，为1813年莱比锡战役中最著名武器。在1812年战争，美国国歌中“火箭红色的闪光”正是描述麦克亨利堡（Fort McHenry）战斗中双方激烈的交火场面。1814年1月，皇家炮兵将装备有各式火箭的部队整编成皇家骑兵炮兵中两支火箭部队。直到19世纪50年代，他们都被保留在英国军队中。为庆祝1814年的和平和1821年乔治四世的加冕，康格里夫在伦敦举办了二次令人印象深刻的焰火表演。

### 其他发明

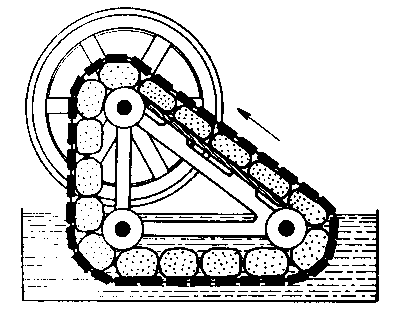
康格里夫永动机原理图

除了火箭，康格里夫还是一位多产的（如果成功的话）发明家。曾先后发明了枪炮后座支架、计时引信、火箭降落伞附件、液压气动船闸（安装在伦敦北的卡姆登区船闸）及水门（1813年）、一种永动机和一项在德国广泛使用的彩印术（1821年）、一种新型蒸汽机和新式排烟法（曾应用于皇家实验室）。他还取得过一系列的专利，如一种通过沿之字斜面滚动的球来计时的时钟、建筑物防火、金属镶嵌、防伪钞票、火箭捕鲸法并改进了火药、铅板、烟火和瓦斯表的制造技术。1814年，康格里夫被任命伍尔维奇皇家实验室主计官，一直到去世（他的父亲威廉·康格里夫爵士也曾担任过这一职务）。
康格里夫不成功的永动机方案涉及一圈通过毛细现象作用使一侧含水量较另一侧更高的循环带。他采用的流体虹吸现象违背了决不能高于自身水平而产生持续上升和溢出效应的规律。该装置为一个顶点安装在转轮轴上的三角架，支架上环绕着一圈海绵块，海绵之上再蒙上一圈更重的链条板，然后整体浸入静止的水中。按照他的想法，毛细作用使海绵含水量增加，而位于其它部分的海绵并不如此，因为重量会把水挤出来。因此，左侧部分将比另一侧更重，正如“我们所知道的，如果重量相同，就会有平衡，重链条也是一样的”。因此，它的额外重量会使链条朝着箭头方向移动，而且这种运动将会一直持续下去。康格里夫算出他的永动机能产生相当大的动力。但是，唉！虽然这是一个聪明的设计，但它根本就不工作。

## 出版物
1804年，康格里夫发表了《简要介绍火箭系统的起源及进展情况》，该书于1807年出版，1814年，康格里夫发表了《火箭系统详情》；1827年在伦敦出版了《康格里夫火箭系统》；其他出版物有：《浅谈海军炮兵装备》（1812年）、《液压气动船闸说明》（1815）、《蒸汽机新原理》（1819年）和《货币体系》（1819年）。

## 另请参阅
- 沃尔瑟姆修道院皇家火药厂

## 备注
1. ↑  Venn recorded these educational details for a William Congreve, but without identifying him with his illustrious contemporary namesake", the inventor. . . University of Cambridge.
2. 1 2 3 4  . Oxford University Press. 2004: 941. ISBN 0-19-861362-8.Article by Roger T. Stearn.
3. ↑  . Royal Society.   [23 December 2010].[永久]
4. 1 2 3 4 5  . : 942.
5. ↑  .   [2017-11-06]. （原始内容存档于2020-02-09）.
6. ↑  . The Hindu (Karnataka, India). 23 June 2005  [16 December 2011]. （原始内容存档于2007-10-01）.
7. ↑  Frederick C. Durant III; Stephen Oliver Fought; John F. Guilmartin, Jr. . Encyclopædia Britannica.   [19 December 2011]. （原始内容存档于2011-11-18）.
8. ↑  Baker D （1978）
The Rocket, New Cavendish Books, London
9. ↑  Von Braun W, Ordway III F. I. History of rocketry and space travel, Nelson
10. ↑  Ley E (1958). Rockets, missiles, and space travel, Chapman & Hall, London
11. ↑  Patrick M. Geoghegan(2003) Robert Emmet: a life, p.107,  McGill-Queens University Press, Canada
12. ↑  The First Golden Age of Rocketry, p21
13. ↑  He registered 18 patents, of which 2 were for rockets
14. ↑  . The New Monthly Magazine. 1 August 1815, 4 (19): 116–120.